# Ratina Z
Ratina Z (Lanaken, 1982 - Riesenbeck, 22 december 2010) was een beroemd springpaard.
Ratina Z, een bruine Hannoveraanse merrie, gefokt in België door Leon Melchior van Stal Zangersheide uit Ramiro Z, een Holsteiner hengst, en Argentina Z, een Hannoveraanse merrie, behaalde tijdens de Olympische Spelen van Barcelona in 1992 met ruiter Piet Raijmakers de gouden medaille in de landenwedstrijd en individueel zilver. In 1996 won ze weer goud, ditmaal met de Duitse springruiter Ludger Beerbaum tijdens de Spelen van Atlanta in de landenwedstrijd.
Ratina Z behaalde tevens twee Europese titels, de Wereldbeker, een wereldkampioenschap en een individuele zilveren medaille tijdens de Olympische Spelen van 1992. In 1999 kwam haar sportcarrière ten einde en fungeerde ze nog een aantal jaren als fokmerrie.
Ze werd moeder van de springmerrie en goedgekeurde fokmerrie Calipa Z en drie van haar zonen werden goedgekeurde dekhengsten, Rex Z, Crown Z en Comme il Faut.
Op donderdag 22 december 2010 besloten eigenaar Ludger Beerbaum en fokker Leon Melchior de merrie te laten inslapen.